# 29886 Randytung
29886 Randytung è un asteroide della fascia principale. Scoperto nel 1999, presenta un'orbita caratterizzata da un semiasse maggiore pari a 2,4307512 UA e da un'eccentricità di 0,1468603, inclinata di 2,69186° rispetto all'eclittica.